# Time (Unix)

Comanda UNIX time este folosită pentru a determina durata de execuție a unui program.

## Sintaxă
```
time [opțiuni] comandă
```

Printre opțiunile cele mai frecvent folosite amintim:
-f FORMAT - specifică formatul de ieșire
-p - folosește formatul de ieșire standard POSIX

## Exemple
```
# time ls
```

time raportează cât timp i-a luat sistemului să execute comanda ls. Modul de raportare variază de la implementare la implementare. Sunt raportate timpul total, timpul utilizator și timpul sistem.
```
# time host wikipedia.org
wikipedia.org has address 208.80.152.2
wikipedia.org mail is handled by 50 lists.wikimedia.org.
wikipedia.org mail is handled by 10 mchenry.wikimedia.org.

real	0m0.795s
user	0m0.004s
sys	0m0.011s
```

În implementarea GNU, valorile de timp sunt derivate din funcția de sistem wait3(). Alte implementări folosesc funcția de sistem times(). Alte funcții de sistem folosite sunt clock() și getrusage(). Dacă programul este multi-threaded, timpul fiecărui thread de execuție este adunat la timpul total.

## Diferența dintre timpul utilizator și timpul sistem
Timpul real total este compus din timpul utilizator (user) și timpul sistem (system). Timpul sistem este timpul care a fost petrecut de program așteptând rezultatul unor apeluri de sistem (system calls), iar timpul utilizator este timpul în care programul execută în mod efectiv. Timpul real este timpul total care include componentele utilizator și sistem.